# Imre Madách

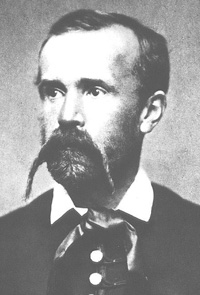
Imre Madách

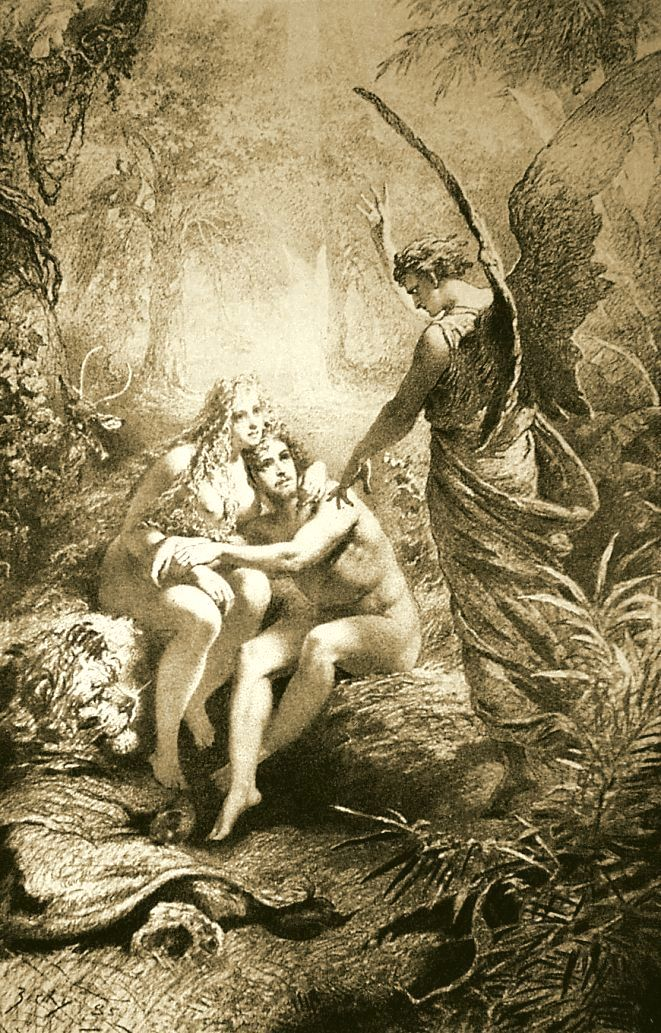
Mihály Zichy, Illustration zu Die Tragödie des Menschen

Imre Madách (Aussprache: [ˈimrɛ ˈm⁠ɒdaːʧ], * 20. Januar 1823 in Alsósztregova, Königreich Ungarn, Kaisertum Österreich; † 5. Oktober 1864 ebenda) war ein ungarischer Dramatiker und Rechtsanwalt.

## Leben
Madách entstammte einer adligen oberungarischen Gutsbesitzerfamilie. Er studierte Jura und wurde Beamter in der Verwaltung des Komitats Neograd. Nach der gescheiterten Ungarischen Revolution von 1848 wurde er inhaftiert, weil er einen Verfolgten versteckt hatte. Während dieser Haft scheiterte seine Ehe. Die weitere Zeit verbrachte er zurückgezogen auf seinem Gut und beschäftigte sich mit Literatur und seinen Schriften. In diesem Zustand begann er sein dramatisches Hauptwerk: Die Tragödie des Menschen (Az ember tragédiája). Im Zuge des Ausgleichs mit Österreich wurde er 1860 Mitglied des Reichstags in Budapest. Er vervollständigte die „Tragödie des Menschen“ im Austausch mit János Arany, der es auch in den literarischen Kreisen der Zeit bekannt machte. Dieses von Goethes Faust beeinflusste Werk wurde in mehr als 18 Sprachen übersetzt und weltweit aufgeführt. 
Madách war auch der Erzieher seines Neffen Carl Balog v. Mankobük.

## Werke
- A civilizátor, Der Zivilisator, 1859, eine im Stile Aristophanes’ geschriebene satirische Komödie, die die Bürokratie des Absolutismus verspottet
- Az ember tragédiája, Die Tragödie des Menschen 1861, deutsch erstmals 1865 (übersetzt von Ludwig von Dóczi)
- Mózes, Moses, 1861

## Oper
- 1970: Az ember tragédiája von György Ránki, UA: Oper Budapest
- 2010: Die Tragödie des Teufels von Péter Eötvös, UA: München, Bayerische Staatsoper, Libretto: Albert Ostermaier, basierend auf dem Drama: Die Tragödie des Menschen